# Leimbach, Aargau
Leimbach är en ort och kommun i distriktet Kulm i kantonen Aargau, Schweiz. Kommunen har 533 invånare (2023).